# Металознавство
Металозна́вство — наука, що вивчає атомно-кристалічну будову металів та сплавів і взаємозв'язок між їх хімічним складом, внутрішньою будовою й властивостями та їх зміни від теплового, хімічного, механічного, електромагнітного і радіоактивного впливу. Метою металознавства є відшукання оптимального складу, методів одержання і обробки металів (сплавів) з певним комплексом властивостей. Сучасне металознавство розглядається як наукова основа металургії та як один з найважливіших розділів матеріалознавства. Воно базується на хімії, фізиці, кристалографії і має великий вплив на розвиток інженерних дисциплін. Ґрунтується на теоретичному та експериментальному вивченні фізики металів, хіміко-структурних методах аналізу твердого тіла, а також на термодинамічних і термокінетичних концепціях.

## Походження терміна «металознавство»
В українську термінологію термін «металознавство» впровадив на початку 30-х років український вчений-металознавець Іван Фещенко-Чопівський. А взорувався він на німецькому терміні «metallkunde», введеному в німецьку термінологію Яном Чохральським, польським хіміком і металознавцем, який закінчив навчання в Берлінському технічному університеті й працював на той час в Німеччині. Пізніше, коли Іван Фещенко-Чопівський змушений був емігрувати в Польщу, де працював спочатку в Варшавський політехніці, а пізніше організовував кафедру металографії й термічної обробки (згодом перейменовану в кафедру металознавства й термічної обробки) в Гірничо-металургійної академії в Кракові, він запровадив аналогічний співзвучний термін «metaloznawstwo» в польську термінологію
Прижився цей термін і в російській науці — «металловедение».
У 1930—1936 роках професор Фещенко-Чопівський видав фундаментальний тритомний підручник «Metaloznawstwo», який став базовим для підготовки польських металознавців на багато наступних десятиліть.
Натомість в англо-саксонських країнах з ініціативи Вальтера Розенгайна, австралійського металознавця в 1914 році цю науку назвали «фізична металургія» (physical metallurgy). Аналогічно у Франції цей термін адаптували в «metallurgie physique».
Металознавство умовно можна поділити на теоретичне і практичне.

## Теоретичне металознавство
Теоретичне металознавство вивчає природу металів і сплавів, закони, за якими змінюються властивості і будова сплавів (стопів) у залежності від складу, а також від теплового, хімічного або механічного впливів. Знання теоретичних засад металознавства дає змогу глибше зрозуміти процеси ливарного та зварювального виробництв, обробки металів тиском і різанням.
Основні розділи теоретичного металознавства, зміст якого значною мірою пов'язаний з металофізикою:
- теорія металевого стану і фізичних властивостей металів і сплавів;
- кристалізація;
- фазові рівноваги в металах і сплавах;
- дифузія в металах і сплавах;
- фазові перетворення в твердому стані;
- фізична теорія процесів пластичної деформації, зміцнення, руйнування і рекристалізації.

Металознавство як наука займається вивченням структури металів та їх сплавів, яка складається із кристалітів (зерен або кристалів неправильної форми). Всередині кристалітів можуть бути присутніми частинки інших фаз (наприклад, структура білого чавуну може складатись із зерен аустеніту із вкрапленнями фази цементиту). Кожен тип зерен або частинок становить термодинамічну фазу, що має свій хімічний склад і тип кристалічної ґратки. У сплавах можуть бути присутніми фази зі структурою металу, інтерметаліди або сполуки типу «метал-неметал» (бориди, карбіди, нітриди тощо). Метал може містити у своїй кристалічні ґратці певну кількість інших елементів з утворенням твердого розчину заміщення або проникнення. Діаграми стану сплавів описують температурну залежність фазових перетворень від складу сплаву. Кінетику перетворень вивчають по залежностях «температура — час — кількість нової фази».
Для вивчення структур з розміром елементів понад 1 мкм застосовують світлові мікроскопи; для структур розміром від 1 нм — атомно-силові, тунельні, електронні мікроскопи, а також іонні проектори. Фрактографія (макро- і мікроскопія поверхні зламу) використовується для аналізу процесів руйнування та діагностування експлуатаційних ушкоджень та руйнувань, технологічних дефектів металевих матеріалів. Параметри ґратки та об'ємну частку фаз вимірюють з використанням методів рентгенографії, характер зв'язку у сполуках —  мессбауерівської спектроскопії та спектроскопії розсіювання нейтронів. Хімічний склад елементів структури виявляють локальним спектральним аналізом.

## Практичне (технічне) металознавство
Практичне (технічне) металознавство дає можливість вибирати металеві матеріали для певних цілей, ґрунтуючись на їхніх фізичних (електричних, магнітних, теплових), хімічних (здатності до окиснення, що приводить до формування поверхневих плівок чи виникнення корозійних мікродефектів тощо), механічних (твердості, пружності, опору пластичному деформуванню та поширенню тріщин, холодноламкості, жароміцності тощо) а також, технологічних (ливарних, здатності до оброблення тиском, зварюваності, оброблюваності різанням тощо) та експлуатаційних властивостях, котрі у свою чергу є також об'єктом вивчення металознавства. Основним змістом прикладного металознавства є вивчення складу, структури, процесів обробки і властивостей різних конкретних класів металевих матеріалів (наприклад, залізовуглецевих сплавів, конструкційної сталі, неіржавної сталі, жароміцних сплавів, алюмінієвих сплавів, магнієвих сплавів, металокераміки). У зв'язку з розвитком нових галузей техніки виникли завдання вивчення поведінки металів та їх сплавів в умовах радіаційного опромінення, низьких температур, високих тисків тощо.
Для зміни структури та властивостей металевих матеріалів у потрібному напрямку застосовують термічне оброблення. Перетворення у циклах «нагрівання — витримування — охолодження» при загартуванні, відпуску, відпалі тощо формують у матеріалі необхідну структуру. Для кожного конкретного виробу, залежно від розмірів, режими термічного оброблення проектують, керуючись законами теплопередавання та діаграмами перетворень відповідного сплаву. Крім термічного оброблення застосовують також термомеханічне (поєднання нагрівання й деформування) та хіміко-термічне (поєднання нагрівання та хімічного впливу) оброблення.